# Alan Broadhead
Alan Broadhead (6 de septiembre de 1956) es un deportista australiano que compitió en judo. Ganó dos medallas en el Campeonato de Oceanía de Judo en los años 1977 y 1979.

## Palmarés internacional
| Campeonato de Oceanía | Campeonato de Oceanía   | Campeonato de Oceanía | Campeonato de Oceanía |
| Año                   | Lugar                   | Medalla               | Categoría             |
| --------------------- | ----------------------- | --------------------- | --------------------- |
| 1977                  | Melbourne (Australia)   | Medalla de plata      | –78 kg                |
| 1979                  | Rotorua (Nueva Zelanda) | Medalla de oro        | –78 kg                |